# 안드로마케 (비극)

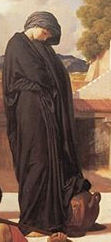
프레더릭 레이턴이 그린 〈잡혀온 안드로마케〉 (디테일)

《안드로마케》(고대 그리스어: Ανδρομάχη)는 에우리피데스가 쓴 고대 그리스의 비극 작품이다. 극의 초연 날짜는 정확히 알려지진 않았지만, 일부 학자들은 기원전 428년에서 425년 사이로 추정한다.
안드로마케는 그리스 신화에 나오는 테베 왕의 딸이며 트로이의 왕자 헥토르의 아내이다. 오디세우스에 의해 헥토르의 어린 아들은 불구덩이에 던져지고, 부인 안드로마케는 전후 전리품 분배에서 아킬레우스의 아들 네오프톨레모스에게 주어져 끌려간다. 네오프톨레모스는 파리스와 프리아모스를 해치고 전리품으로 안드로마케를 포함한 많은 여성들을 데려간다.

## 개요
안드로마케의 비참한 처지는 에우리피데스의 전작 《트로이 여인들》에서도 드러난다. 트로이 왕자비였던 그녀는 트로이 전쟁으로 조국과 남편, 아들까지 모조리 잃는다. 그러고도 모자라 남편을 죽인 원수인 네오프톨레모스에게 포로로 잡혀 그를 수발해야 하는 상황에 놓인다. 《트로이 여인들》에서 안드로마케는 적군의 배에 실려 트로이를 떠나며 이런 자신의 신세를 한탄한다. 그로부터 시간이 흘러 안드로마케는 노예 신분으로 네오프톨레모스의 아들을 낳는다. 한편 네오프톨레모스는 메넬라오스의 딸 헤르미오네와 결혼한다. 헤르미오네는 안드로마케의 간계로 자신이 남편에게 미움받고 자식도 낳지 못하는 것이라며 네오프톨레모스가 없는 틈을 타 안드로마케와 그 아들을 살해할 계획을 세운다. 하지만 네오프톨레모스의 조부인 펠레우스의 저지로 그녀의 계획은 수포로 돌아간다. 전쟁으로 인한 비극은 전쟁이 끝나도 오래도록 지속된다.
트로이 전쟁으로 사랑하는 사람들을 모두 잃은 안드로마케의 비탄과, 사랑하는 아들과 손자를 잃은 펠레우스의 비탄이 이어지는 이 작품에서 에우리피데스는 전쟁과 다툼으로 인해 고통 받는 인간의 비극적인 상황을 재현했다. 여기에 진정한 영웅의 모습은 보이지 않는다. 욕망의 광기에 사로잡혀 고통받고 허망하게 사라진 인간들이 있을 뿐이며 이들의 절망과 허무, 고통과 상처, 비탄과 애도가 무대를 가득 채운다.

## 등장 인물
- 안드로마케 - 헥토르의 미망인, 네오프톨레모스의 전쟁 포로
- 안드로마케의 하녀
- 코러스 - 프티아 여인들
- 메넬라오스 - 스파르타의 왕
- 헤르미오네 - 메넬라오스와 헬레네의 딸, 네오프톨레모스의 아내
- 몰롯소스 - 안드로마케와 네오프톨레모스의 어린 아들
- 펠레우스 - 아킬레우스의 아버지, 네오프톨레모스의 할아버지
- 헤르미오네의 유모
- 오레스테스 - 아가멤논과 클리타임네스트라의 아들
- 폴뤼메스토르 - 트라케의 왕
- 사자(使者)
- 테티스 - 여신, 아킬레우스의 어머니

## 줄거리
바다의 여신 테티스의 제단에 매달려 보호를 구하는 안드로마케는 극의 프롤로그를 전한다. 그는 자신의 불행(트로이아의 파괴, 남편 헥토르와 아들 아스티아낙스의 죽음, 네오프톨레모스에게 노예가 된 것)과 네오프톨레모스의 새 아내 헤르미오네와 그의 아버지이자 스파르타의 왕인 메넬라오스에 의한 박해를 한탄한다. 그는 네오프톨레모스가 델포이의 신탁소로 떠났음을 밝히고, 메넬라오스가 자신뿐만 아니라 네오프톨레모스와의 사이에서 낳은 아들 몰로소스도 죽이려 할까 봐 그를 숨겼다고 말한다.
한 하녀가 도착하여 메넬라오스가 그의 아들의 위치를 알고 있으며 그를 잡으러 오고 있다고 경고한다. 안드로마케는 하녀를 설득하여 왕 펠레우스(테티스의 남편, 아킬레우스의 아버지, 네오프톨레모스의 할아버지)의 도움을 구하도록 한다. 안드로마케는 다시 한번 자신의 불행을 탄식하며 테티스 상의 발치에서 눈물을 흘린다. 이어서 코로스의 파로도스가 이어지는데, 이들은 안드로마케를 돕고 싶다는 마음을 표현하며 그에게 성소를 떠나도록 설득하려 한다. 그들이 헤르미오네에게 발각될까 두려워하는 순간, 헤르미오네가 자신의 부와 지위, 자유를 자랑하며 등장한다.
헤르미오네는 안드로마케와 길고 격렬한 아곤을 벌이는데, 처음에는 서로를 비난하는 수사적 연설을 주고받는다. 헤르미오네는 안드로마케가 동방의 마법을 사용하여 자신을 불임으로 만들고 남편을 자신에게 등돌리게 하여 자신을 밀어내려 한다고 비난한다. "너의 새로운 위치를 알아라"라고 그는 요구한다. 그는 트로이아인들을 근친상간과 일부다처제를 행하는 야만인이라고 비난한다. 그들의 아곤은 빠른 속도의 스티코미티아 교환으로 이어진다.
메넬라오스가 도착하여 그의 아들을 찾았다고 밝히자, 안드로마케는 끌려가는 것을 허락한다. 나이 든 펠레우스(네오프톨레모스의 할아버지)의 개입으로 그들은 구출된다. 델포이에서 네오프톨레모스의 살해를 계획했던 오레스테스가 예기치 않게 도착하여, 네오프톨레모스가 그녀를 요구하기 전에 약혼했던 헤르미오네를 데리고 간다. 오레스테스와 델포이 사람들에 의한 네오프톨레모스의 살해는 전령이 펠레우스에게 상세히 설명한다. 여신 테티스가 데우스 엑스 마키나로 등장하여 네오프톨레모스의 시신, 펠레우스, 안드로마케, 몰로소스의 미래를 예언한다.

## 참고 문헌
- 에우리피데스, 천병희 역, 『에우리피데스 비극 전집 1』261~316쪽, 도서출판 숲, 2009.